# Nolella guillei
Nolella guillei är en mossdjursart som beskrevs av Jean-Loup d'Hondt och Redier 1977. Nolella guillei ingår i släktet Nolella och familjen Nolellidae. Inga underarter finns listade i Catalogue of Life.